# Joseph Léopold Sigisbert Hugo
Joseph Léopold Sigisbert Hugo (Nancy, 15 de noviembre de 1773 - París, 29 de enero de 1828) fue un general del Primer Imperio Francés y conde. Fue el padre de los literatos Victor Hugo, Abel Hugo y Eugène Hugo.

## Biografía
Era hijo de un antiguo ayudante del ejército real. Sus cuatro hermanos combatieron en los posteriores ejércitos republicanos. Se une a las fuerzas militares como soldado raso a los catorce años, y en 1790 a los 17 es nombrado oficial. Participó en las guerras que siguieron a la Revolución francesa.
Se unió en 1791 al ejército del Rin. Fue herido en las cercanías de Maguncia, siendo enviado posteriormente como capitán a Vendée. En Châteaubriant conoció a Sophie Trébuchet, con la que se casó el 15 de noviembre de 1797. 
Siguió los pasos de José I Bonaparte en España. Fue nombrado general y gobernador de las provincias centrales (pasando por Ávila, Segovia, Soria y Guadalajara). Guerreó durante tres años contra El Empecinado y consiguió neutralizar la actividad de las guerrillas españolas en la zona del Tajo, restableciendo así las comunicaciones entre los cuerpos del ejército francés. Especialmente violenta fue la batalla que se libró, durante la Guerra de la Independencia Española, en "Peña el Águila", actual pueblo de Anguita (Guadalajara), donde las tropas de la resistencia española sufrieron un grave revés. Fue nombrado I Conde de Sigüenza. Es citado en Los Episodios Nacionales, de Benito Pérez Galdós, espeialmente en el dedicado a Juan Martín El Empecinado, el penúltimo de la primera serie.
El 27 de mayo de 1813 abandonó con sus tropas Madrid, recuperada definitivamente por los españoles. En la retirada de las tropas francesas a su país, participó en la Batalla de Vitoria, por cuya derrota se lo degradó como a todos los oficiales que participaron en ella. En enero de 1814 defendió Thionville de las tropas de la la Sexta Coalición durante un asedio que duró 98 días. Entregando la plaza el 14 de abril, tras la abdicación del emperador. En 1815 durante la vuelta de Napoleón Bonaparte al trono francés, volvió a defender Thionville, durante un nuevo asedio de 88 días ante las tropas de la Séptima Coalición. Se retiró del ejército en 1824.   
Murió en el antiguo X Distrito de París (actual VII) en 1828, tras sufrir un ictus.

## Distinciones honoríficas
- Oficial de la Orden de la Legión de Honor.
- Caballero Gran Cruz de la Real Orden de España.